# Грін Тауншип (округ Форест, Пенсільванія)
Грін Тауншип (англ. Green Township) — селище (англ. township) в США, в окрузі Форест штату Пенсільванія. Населення — 376 осіб (2020).

## Демографія
Згідно з переписом 2010 року, у селищі мешкали 522 особи в 241 домогосподарстві у складі 153 родин. Було 1198 помешкань
Расовий склад населення:
| - 98,1 % — білих - 0,6 % — корінних американців |

До двох чи більше рас належало 1,1 %. Частка іспаномовних становила 0,8 % від усіх жителів.
За віковим діапазоном населення розподілялося таким чином: 14,4 % — особи молодші 18 років, 59,7 % — особи у віці 18—64 років, 25,9 % — особи у віці 65 років та старші. Медіана віку мешканця становила 50,7 року. На 100 осіб жіночої статі у селищі припадало 116,6 чоловіків;  на 100 жінок у віці від 18 років та старших — 113,9 чоловіків також старших 18 років.
Середній дохід на одне домашнє господарство  становив 36 727 доларів США (медіана — 33 438), а середній дохід на одну сім'ю — 45 392 долари (медіана — 40 156). Медіана доходів становила 31 250 доларів для чоловіків та 31 563 долари для жінок. За межею бідності перебувало 20,4 % осіб, у тому числі 24,2 % дітей у віці до 18 років та 12,0 % осіб у віці 65 років та старших.
Цивільне працевлаштоване населення становило 86 осіб. Основні галузі зайнятості: будівництво — 20,9 %, освіта, охорона здоров'я та соціальна допомога — 18,6 %, транспорт — 10,5 %, публічна адміністрація — 9,3 %.